# Framerville-Rainecourt
Framerville-Rainecourt is een gemeente in het Franse departement Somme (regio Hauts-de-France) en telt 296 inwoners (1999). De plaats maakt deel uit van het arrondissement Péronne.

## Geografie
De oppervlakte van Framerville-Rainecourt bedraagt 9,9 km², de bevolkingsdichtheid is 29,9 inwoners per km².
De onderstaande kaart toont de ligging van Framerville-Rainecourt met de belangrijkste infrastructuur en aangrenzende gemeenten.

## Demografie
Onderstaande figuur toont het verloop van het inwonertal (bron: INSEE-tellingen).

## Galerij

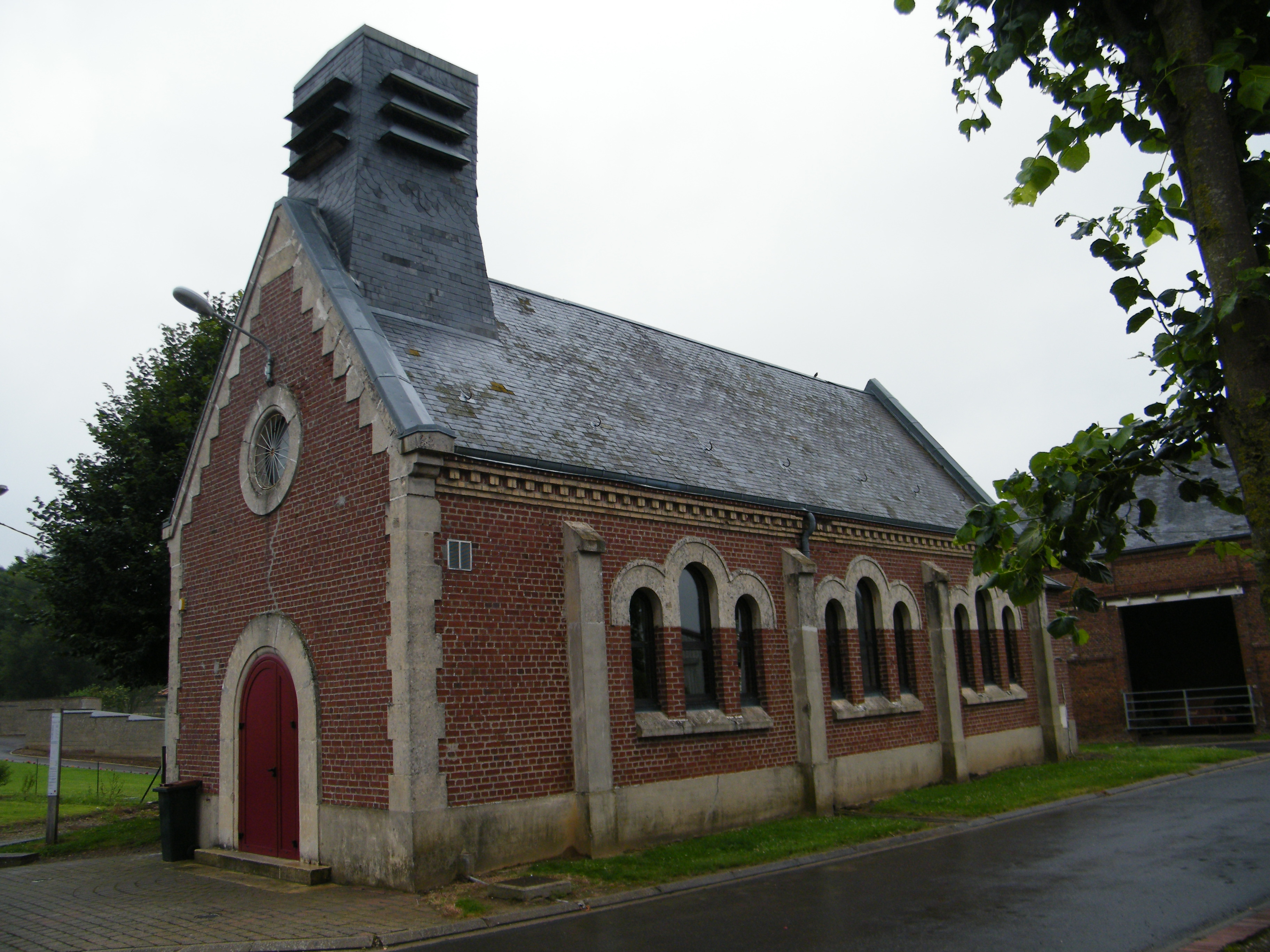
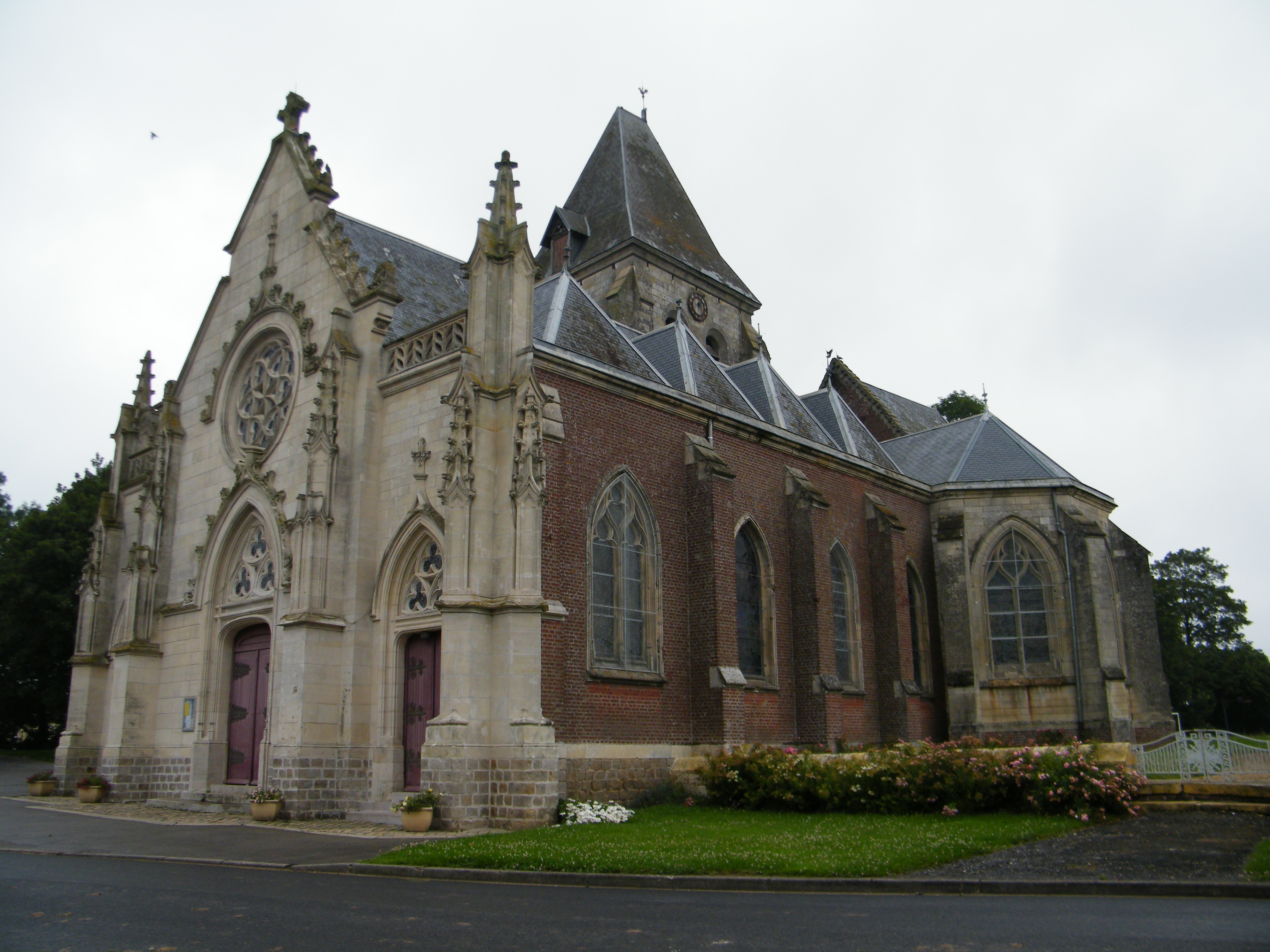
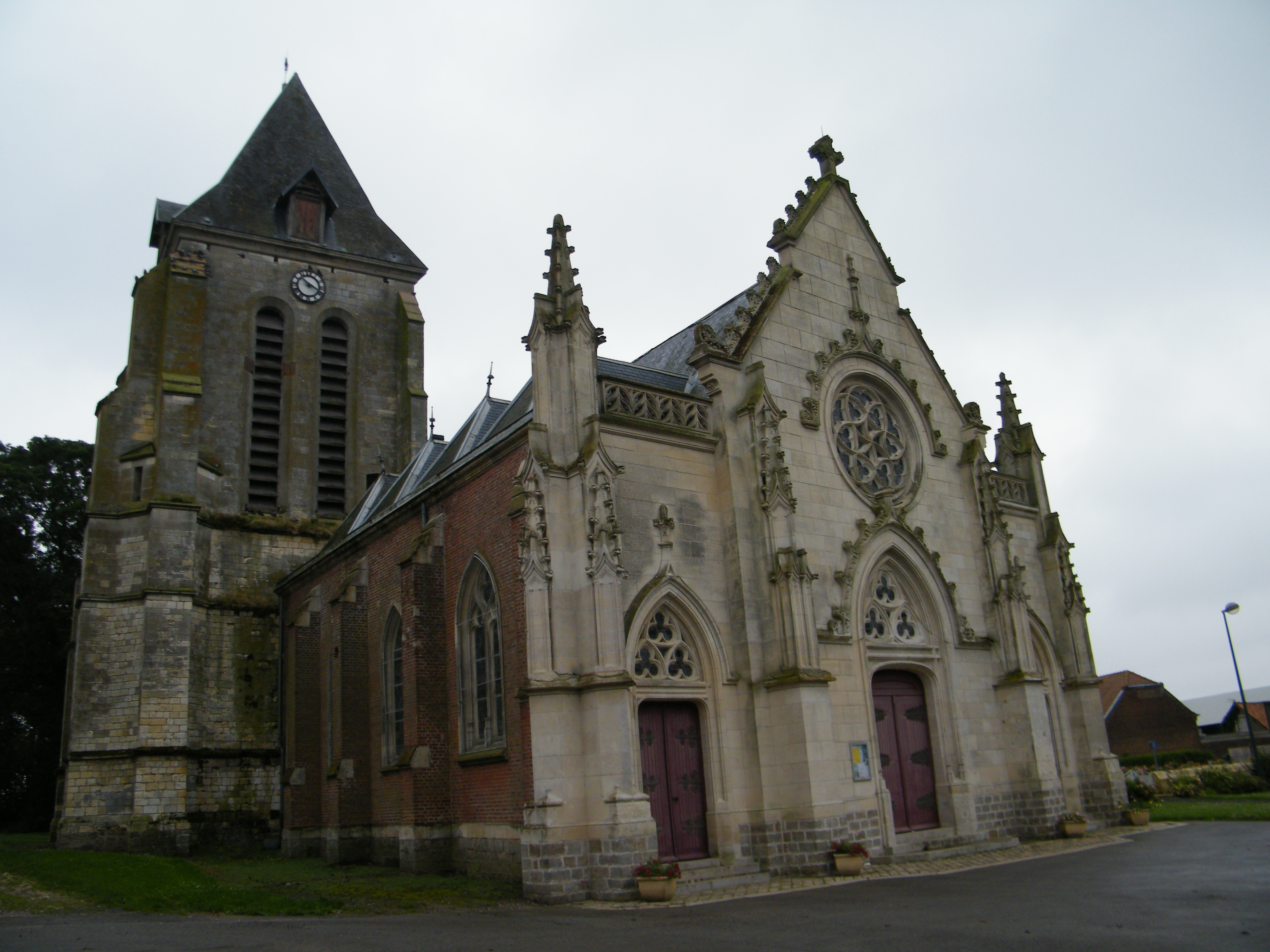
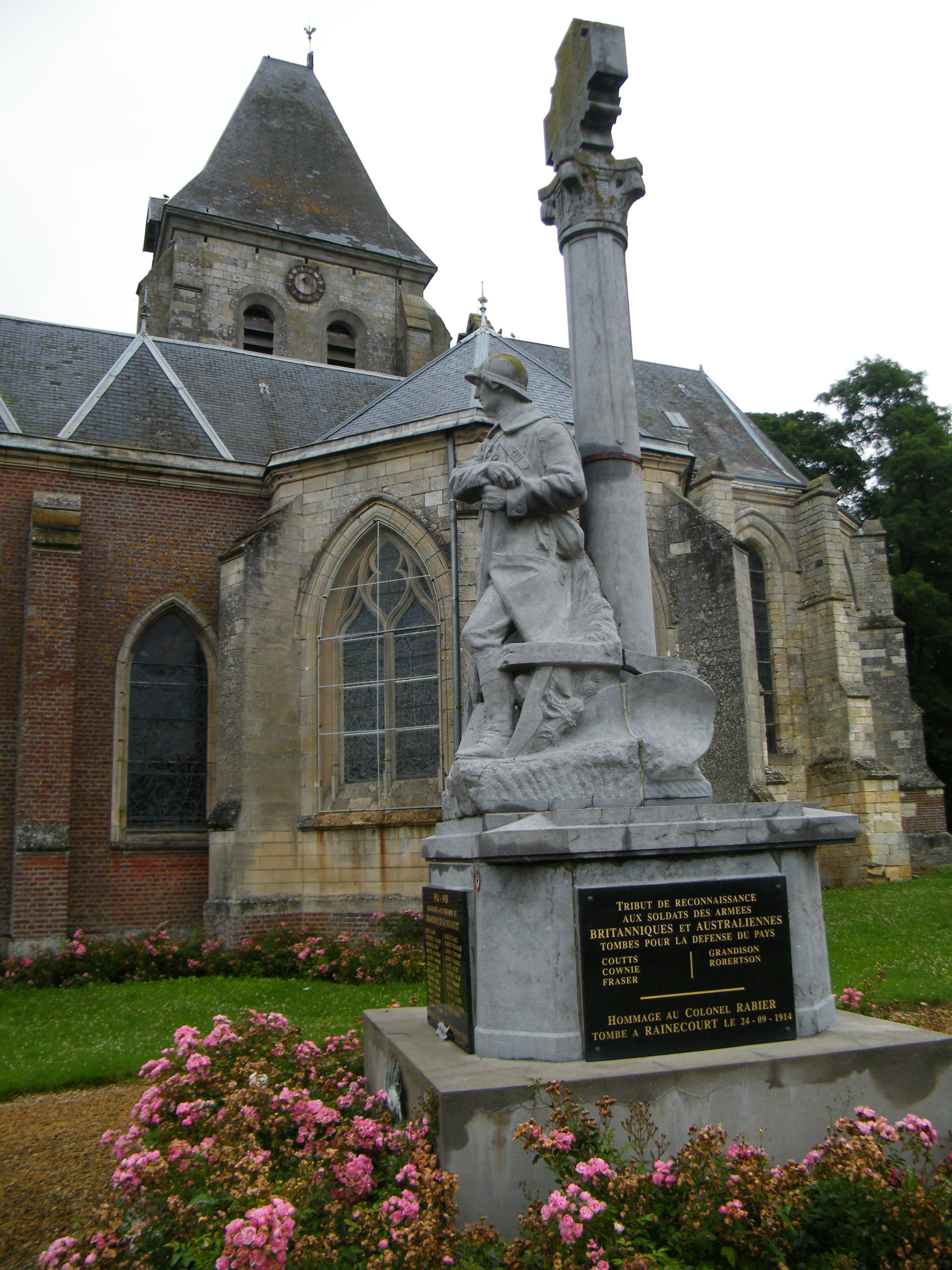

1. ↑  Populations de référence 2022.